# Designados presidenciales de Honduras
El designado a la Presidencia de la República de Honduras, más conocido como designado presidencial, es un alto cargo político de sucesión y subordinación al presidente del país. Su función principal se desenvuelve al interior del Poder Ejecutivo y se encarga de las funciones del presidente de la República en el caso de su falta temporal o definitiva.
En otros países corresponde al título de vicepresidente.
En una administración existen tres designados presidenciales, con los títulos de «primer designado a la Presidencia de la República», «segundo designado a la Presidencia de la República» y «tercer designado a la Presidencia de la República». Los mismos son escogidos conjuntamente con el presidente por un periodo de cuatro años. Los actuales designados presidenciales de Honduras son Doris Gutiérrez y Renato Florentino Pineda, tras la renuncia de Salvador Nasralla como primer designado presidencial en 2024.
Únicamente durante la presidencia de Manuel Zelaya, se reemplazó a los tres designados presidenciales por un solo vicepresidente.

## Funciones y atribuciones
Uno de los designados presidenciales cumple las funciones del presidente en ausencia de este. Si la ausencia es absoluta, el Congreso Nacional elige a uno de los tres designados para cumplir las funciones del presidente hasta el final del periodo. Si todos los designados están ausentes, quien asume las funciones es el presidente del Congreso.
Al igual que con los demás altos cargos políticos del país, un designado puede ser sujeto a juicio político por su mal desempeño. Igual que el presidente, un designado no puede ausentarse del país por más de 15 días sin el permiso del Congreso.

## Elección
Los requisitos para ser elegido designado presidencial son los mismos que para presidente de la República:
- Ser hondureño por nacimiento;
- ser mayor de treinta años;
- estar en el goce de los derechos del ciudadano; y,
- ser del estado seglar.

Los tres designados presidenciales se eligen por mayoría simple conjuntamente con el presidente. El designado presidencial no puede ser electo presidente mientras se halle en funciones o hasta los 6 meses posteriores al cese de las mismas. No puede ser electo diputado. Un presidente no puede aspirar a la designatura presidencial.

## Supresión del cargo (2002-2008)
En 2002, mediante el decreto legislativo N.º 374/2002 del 16 de diciembre, ratificado por el decreto legislativo N.º 153/2003 del 31 de octubre, se suprimió la figura de los designados presidenciales para reemplazarla por la de un solo vicepresidente. Luego de las elecciones generales de 2005, Elvin Santos fue escogido como el primer único vicepresidente del país desde 1954.
El 18 de octubre de 2008 un fiscal del Ministerio Público presentó un recurso de inconstitucionalidad contra la reforma de 2002, alegando que según el artículo 374 de la Constitución hay varios artículos que no se pueden modificar por el Congreso Nacional, incluidos los 239 y 240, que habían sido modificados en 2002. El 11 de noviembre de ese año, la Corte Suprema resolvió fallar a favor de ese recurso, volviendo los artículos modificados a su texto original y eliminando así la figura del único vicepresidente restaurando los tres designados presidenciales.
El 18 de noviembre de 2008 Elvin Santos renunció oficialmente a la vicepresidencia para postularse a la presidencia en las elecciones presidenciales de 2009 después de que el Tribunal Supremo Electoral lo declarara inicialmente inelegible para registrar su candidatura a las elecciones.
Poco tiempo después de la renuncia del vicepresidente Santos, el presidente Manuel Zelaya, mediante el decreto ejecutivo N.º 001/2009 del 22 de enero, creó el cargo de «comisionado presidencial con funciones de vicepresidente» o «comisionado vicepresidente» con el propósito de desempeñar funciones administrativas del cargo vacante de vicepresidente hasta el final del período presidencial y nombró al entonces secretario de defensa Arístides Mejía al cargo en el 1 de febrero de 2009.

## Vicepresidentes y designados presidenciales

### Vicepresidentes (1839-1954)
| Periodo   | Presidencia                  | Vicepresidencia              |
| --------- | ---------------------------- | ---------------------------- |
| 1839-1841 | José Francisco Zelaya y Ayes | Francisco Alvarado           |
| 1841-1843 | Francisco Ferrera            | Coronado Chávez              |
| 1843-1844 | Francisco Ferrera            | Felipe Jáuregui              |
| 1847      | Francisco Ferrera            | Coronado Chávez              |
| 1848-1850 | Juan Lindo                   | Felipe Bustillo              |
| 1852-1855 | José Trinidad Cabañas        | José Santiago Bueso          |
| 1856-1860 | José Santos Guardiola        | José María Lazo Guillén      |
| 1860-1862 | José Santos Guardiola        | Victoriano Castellanos       |
| 1863      | José María Medina            | Francisco Inestroza          |
| 1864-1865 | José María Medina            | Florencio Xatruch            |
| 1865-1866 | José María Medina            | Juan Francisco López Aguirre |
| 1870      | José María Medina            | Crescencio Gómez             |
| 1891-1893 | Ponciano Leiva               | Rosendo Agüero Ariza         |
| 1895-1899 | Policarpo Bonilla            | Manuel Bonilla               |
| 1899-1903 | Terencio Sierra              | José María Reina             |
| 1903      | Juan Ángel Arias Boquín      | Máximo Betancourt Rosales    |
| 1903-1907 | Manuel Bonilla               | Miguel Rafael Dávila Cuéllar |
| 1908      | Miguel Rafael Dávila Cuéllar | Máximo Betancourt Rosales    |
| 1908-1911 | Miguel Rafael Dávila Cuéllar | Dionysius Gutiérrez          |
| 1912-1913 | Manuel Bonilla               | Francisco Bertrand           |
| 1913-1915 | Francisco Bertrand           | Nazario Soriano              |
| 1916-1919 | Francisco Bertrand           | Alberto Membreño Vásquez     |
| 1920-1924 | Rafael López Gutiérrez       | José María Ochoa             |
| 1924      | Rafael López Gutiérrez       | Francisco Bueso              |
| 1925-1929 | Miguel Paz Barahona          | Presentación Quezada         |
| 1929-1933 | Vicente Mejía Colindres      | Rafael Díaz Chávez           |
| 1933-1949 | Tiburcio Carías Andino       | Abraham Williams Calderón    |
| 1949-1954 | Juan Manuel Gálvez           | Julio Lozano Díaz            |

### Designados presidenciales (1957-1972)
| Titulares (1.º, 2.º, 3.º)                                             | Periodo   | Presidencia              |
| --------------------------------------------------------------------- | --------- | ------------------------ |
| José Mejía Arellano, Francisco Milla Bermúdez, Juan Miguel Mejía      | 1957-1963 | Ramón Villeda Morales    |
| Ricardo Zúñiga Agustinus, Horacio Moya Posas, Horacio Moya Posas      | 1957-1963 | Oswaldo López Arellano   |
| René Bendaña Meza, Eugenio Matute Canizales, Eugenio Matute Canizales | 1957-1963 | Ramón Ernesto Cruz Uclés |

### Era democrática (desde 1982)

#### Designados presidenciales (1982-2006)
| Titulares (1.º, 2.º, 3.º)                                                                   | Periodo   | Presidencia              | Observaciones                    |
| ------------------------------------------------------------------------------------------- | --------- | ------------------------ | -------------------------------- |
| Céleo Arias Moncada, Marcelino Ponce Martínez, Arturo Rendón Pineda                         | 1982-1986 | Roberto Suazo Córdova    |                                  |
| José Pineda Gómez, Jaime Rolando Rosenthal Oliva, Alfredo Fortín Inestroza                  | 1986-1990 | José Simón Azcona        | Rosenthal dejó el cargo en 1989. |
| Jacobo Omar Hernández Cruz, Roberto Aníbal Martínez Lozano, Marco Tulio Cruz Valladares     | 1990-1994 | Rafael Leonardo Callejas |                                  |
| Walter López Reyes, Juan de la Cruz Avelar, Guadalupe Jerezano Mejía                        | 1994-1998 | Carlos Roberto Reina     |                                  |
| Willian Ulrich Handal Raudales, Gladys Aída Caballero Mejía, Héctor Vidal Cerrato Hernández | 1998-2002 | Carlos Flores Facussé    |                                  |
| Vicente Williams Agasse, Armida María Villeda Meza, José Alberto Díaz Lobo                  | 2002-2006 | Ricardo Maduro           |                                  |

#### Vicepresidente y comisionado presidencial con funciones de vicepresidente (2006-2010)
| Periodo   | Presidencia        | Vicepresidencia              | Observaciones |
| --------- | ------------------ | ---------------------------- | --- |
| 2006-2009 | Manuel Zelaya      | Elvin Santos Arístides Mejía | Elvin Santos renuncio la vicepresidencia en 2008. Arístides Mejía no ocupó el cargo oficialmente; fue comisionado presidencial, no vicepresidente, ya que fue designado por el presidente Zelaya y no elegido popularmente; esto equivale a ser un ministro sin cartera. Fue depuesto el 28 de junio de 2009. |
| 2009-2010 | Roberto Micheletti | Vacante                      | El presidente interino Roberto Micheletti no nombró a ningún comisionado presidencial mientras ocupaba la Presidencia de Honduras. |

#### Designados presideciales (2010-actualidad)
| Titulares (1.º, 2.º, 3.º)                                                          | Periodo   | Presidencia            | Observaciones                   |
| ---------------------------------------------------------------------------------- | --------- | ---------------------- | ------------------------------- |
| María Antonieta Guillén Vásquez, Víctor Hugo Bárnica y Samuel Armando Reyes Rendón | 2010-2014 | Porfirio Lobo          |                                 |
| Ricardo Álvarez, Rossana Guevara, Lorena Herrera                                   | 2014-2018 | Juan Orlando Hernández |                                 |
| Ricardo Álvarez, Olga Margarita Alvarado Rodríguez, María Antonia Rivera Rosales   | 2018-2022 | Juan Orlando Hernández |                                 |
| Salvador Nasralla, Doris Gutiérrez, Renato Florentino Pineda                       | 2022-2026 | Xiomara Castro         | Nasralla dejó el cargo en 2024. |

### Artículos en la constitución
1. ↑  Art. 242.
2. ↑  Art. 234.
3. ↑  Art. 205.
4. ↑  Art. 238.
5. ↑  Art. 236.
6. ↑  Art. 240.
7. ↑  Art. 199.
8. ↑  Art. 239.

- «Constitución política de Honduras» (PDF). Poder Judicial. Archivado desde el original el 27 de octubre de 2022. Consultado el 15 de noviembre de 2021.

- Datos: Q7925048